# Вагнер, Йозеф (велогонщик)
	Йозеф Вагнер (нем. Josef Wagner; род. 23 апреля 1916 года в Цюрихе, Швейцария — ум. 25 сентября 2003 года в Бад-Рагаце, Швейцария) — швейцарский шоссейный велогонщик, выступавший в конце 30-х — 40-х годах XX века. Серебряный призёр Чемпионата мира 1938 года среди любителей. Победитель Тура Швейцарии 1941.

## Достижения
1938
2-й  Чемпионат мира – любители
1941
1-й Тур Швейцарии
1943
2-й Тур дю Лак Леман
1944
2-й Чемпионат Швейцарии
3-й Тур Лозанны
1945
2-й Чемпионат Швейцарии
1946
2-й Тур Швейцарии
1-й — Этап 3b